# Manon Flier
Manon Flier (* 8. Februar 1984 in Nieuwleusen, heute Manon Nummerdor-Flier) ist eine niederländische Volleyballspielerin.

## Karriere
Flier spielte seit 1999 Volleyball in ihrer Heimat beim Erstligisten Volco Ommen. 2001 kam sie zum Ligakonkurrenten VV Pollux Oldenzaal, mit dem sie 2002 niederländischer Meister wurde. Danach wechselte sie erneut innerhalb der niederländischen Liga zum VC Weert. 2004 ging Manon Flier zunächst für eine Saison nach Italien zu Sant’Orsola Asystel Novara. Danach kehrte sie für drei Jahre in ihr Heimatland zurück, wo sie mit Martinus Amstelveen 2006, 2007 und 2008 Meister und Pokalsieger wurde. Danach zog es Manon Flier wieder nach Italien, diesmal zu Monte Schiavo Jesi, mit dem sie 2009 den Challenge Cup gewann. Danach wechselte sie zu ihrem ehemaligen Verein Asystel Volley Novara und 2010 zum Ligakonkurrenten Scavolini Pesaro. 2011/12 spielte sie in Japan für Toray Arrows und gewann hier das nationale Double aus Pokalsieg und Meisterschaft. Danach wechselte sie nach Aserbaidschan zu Azerrail Baku und ein Jahr später zu Igtisadchi Baku. 2014/15 spielte Flier in China bei Fujian Xi Meng Bao.
Manon Flier spielte 430 Mal in der niederländischen A-Nationalmannschaft. Sie nahm an fünf Europameisterschaften und an drei Weltmeisterschaften teil. Mit den Niederlanden gewann Flier den Grand Prix 2007 und wurde hier als „wertvollste Spielerin“ ausgezeichnet. Bei der EM 2009 stand sie im Finale und wurde erneut „wertvollste Spielerin“. Zum Abschluss ihrer Hallenkarriere gewann Flier mit der Nationalmannschaft bei der EM 2015 im eigenen Land erneut die Silbermedaille.
2017 spielte Manon Nummerdor-Flier Beachvolleyball an der Seite von Marleen van Iersel.

## Privates
Manon Nummerdor-Flier ist mit dem niederländischen Volleyball- und Beachvolleyballspieler Reinder Nummerdor verheiratet. Die beiden haben seit 2016 eine Tochter.